# ZB vz. 26
ZB vz.26은 체코슬로바키아의 경기관총이다. 2차 대전 당시 영국이 사용한 브렌 경기관총은 이 vz.26을 자국산 .303브리티시탄의 구경에 맞추어 제작한 파생형이며, ZGB30으로도 불린다. 뛰어난 내구도와 신뢰성으로 제2차 세계 대전당시 적군에게는 공포의 대상이었었으며, 일본 제국의 96식 경기관총과 개량형인 99식 경기관총도 이 vz. 26을 기반으로 만들어졌다.

## 같이 보기
- 전간기 체코슬로바키아의 무기
- 브렌 경기관총
- 96식 경기관총